# Microcoelia perrieri
Microcoelia perrieri là một loài thực vật có hoa trong họ Lan. Loài này được (Finet) Summerh. mô tả khoa học đầu tiên năm 1943.